# 紅牙棘茄魚
紅牙棘茄魚（学名：Halicmetus ruber）为輻鰭魚綱鮟鱇目棘茄魚亞目棘茄魚科牙棘茄魚屬下的一个种，為深海底棲魚類，分布於印度太平洋區，從阿拉伯半島、安達曼海、孟加拉灣至日本、菲律賓海域，棲息深度344-549公尺，體長可達9公分，棲息在底層水域，生活習性不明。